# Hochstift Halberstadt

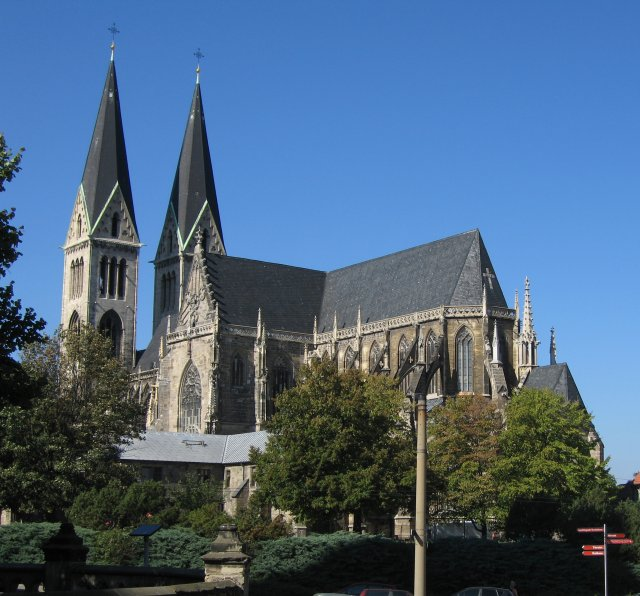
Dom zu Halberstadt

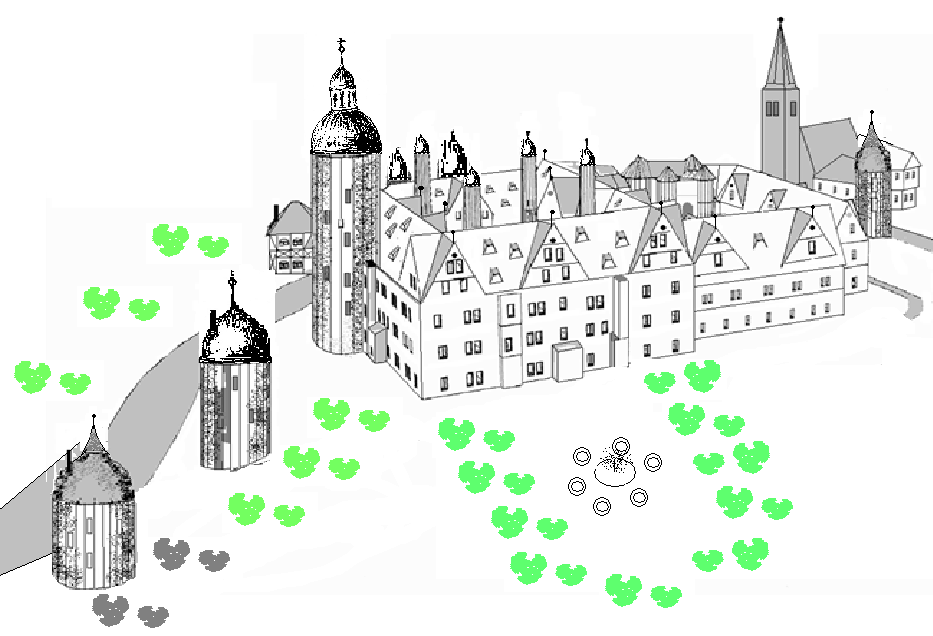
Rekonstruktion der zerstörten bischöflichen Residenz in Gröningen (Situation nach 1600)

Das Hochstift Halberstadt (804 bis 1648) war ein Territorium des Heiligen Römischen Reiches. Es gehörte zum Niedersächsischen Reichskreis und stellte den Territorialbesitz des Bistums Halberstadt dar. Der Westfälische Friede verwandelte das Hochstift Halberstadt 1648 in das weltliche Fürstentum Halberstadt unter dem Kurfürsten von Brandenburg. Ab 1701 trugen die preußischen Könige den Titel „Fürst von Halberstadt“.

## Geschichte

### Mittelalter
Nach dreißig Jahre andauernden Feldzügen gründete Karl der Große im Jahre 804 ein Bistum, zunächst in Seligenstadt (heute Osterwieck). In einer Urkunde vom 2. September 814 bestätigte sein Nachfolger, Ludwig der Fromme, Bischof Hildegrim von Chalons die bischöflichen Rechte für Halberstadt.

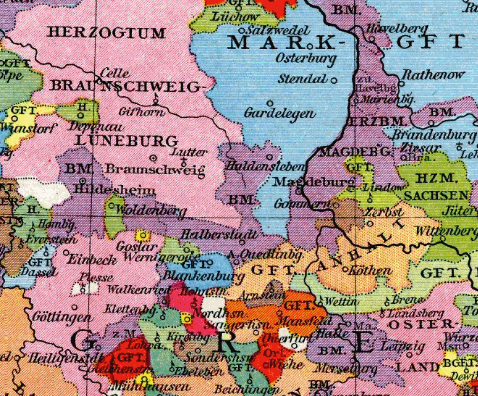
Hochstift Halberstadt um das Jahr 1250
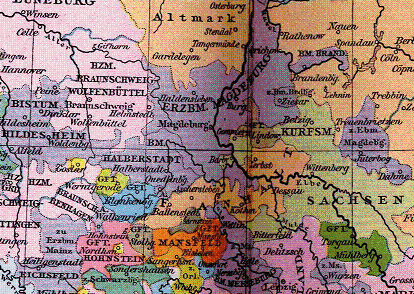
Hochstift Halberstadt um das Jahr 1400

Von Heinrich III. erhielt das Halberstädter Bistum zahlreiche Grafenrechte, die im näheren Umkreis zum Aufbau eines eigenen Territoriums genutzt wurden. Von 1036 bis 1059 war Burchard, der vormalige Kanzler Konrads II., Bischof von Halberstadt. Ihm folgte Burchard II., ein Neffe des Erzbischofs von Köln, Anno II., der ein Anhänger Hildebrands, des späteren Papst Gregor VII. war und so die Wahl Alexander II. befürwortete, weshalb er in schwere Konflikte mit Kaiser Heinrich IV. geriet.
1479 wurde Ernst von Magdeburg zum Administrator – eine Personalunion, die sich erst 1566 mit dem Regierungsantritt von Bischof Heinrich Julius löste. Dieser wurde zum ersten nicht-katholischen Bischof von Halberstadt gewählt. Bereits seit 1363 wohnten die Halberstädter Fürstbischöfe auf dem Schloss in Gröningen, wo sie bereits 933–940 eine erste Burg errichtet hatten. Seit 1535 wurde das Schloss erweitert und Heinrich Julius ließ 1586–1594 auf den Resten der ehemaligen Vorburg ein prächtiges vierflügeliges Renaissanceschloss durch den kursächsischen Baumeister Christof Tendler erbauen. Der große Neubau strapazierte die Finanzen des Hochstifts erheblich. Schon 1589 folgte Heinrich Julius aber seinem Vater Julius als regierender Herzog von Braunschweig-Wolfenbüttel nach und bezog als Hauptwohnsitz das Schloss Wolfenbüttel. Anna Landmann war 1597 unter der Regentschaft von Bischof Heinrich Julius das letzte Opfer der Hexenverfolgung im Amt Hornburg, welches dem Bistum Halberstadt unterstellt war.

### Reformation
1521 begann im Reichsgebiet die Reformation, die auch für das Bistum Halberstadt nicht folgenlos blieb. Um 1540 erkauften sich die Bürger vom Erzbischof des Erzbistums Magdeburg die Religionsfreiheit. Bis 1549 waren die Städte, Dörfer und die Ritterschaft des Bistums zum lutherischen Bekenntnis übergetreten. Lediglich das Domkapitel Halberstadt, die Klöster und die Stifte verblieben noch im katholischen Bekenntnis. Im Jahr 1566 wählte das Domkapitel jedoch erstmals einen offiziell protestantischen Bischof, Heinrich Julius von Braunschweig-Wolfenbüttel, nachdem bereits sein Vorgänger Sigismund von Brandenburg die Reformation unterstützt hatte. Gleichwohl erwirkte es die Bikonfessionalität, also die friedliche Koexistenz der katholischen und lutherischen Konfession. Die Wahl wurde nicht vom Papst bestätigt. Um die Amtseinführung Heinrich Julius’ 1578 gab es öffentliche Debatten. Die Regentschaft Heinrich Julius und seiner protestantischen Nachfolger war geprägt von der Auseinandersetzung zwischen katholischem Kapitel und dem Bischof. Während des Dreißigjährigen Krieges erließen Kaiser Ferdinand II. und die katholischen Reichsfürsten 1629 das Restitutionsedikt, wodurch sämtliche nach dem Augsburger Religionsfrieden von 1555 protestantisch gewordenen Bistümer, Reichsstifte und Klöster rekatholisiert werden sollten. Der Kaiser ließ seinen jüngeren Sohn Erzherzog Leopold Wilhelm zum Erzbischof von Magdeburg und Bischof von Halberstadt wählen, er erhielt außerdem noch vier weitere Bistümer im Reich und amtierte bis zum Westfälischen Frieden 1648.

### Ausdehnung und Organisation
In dem kleinen weltlichen Territorium des Bischofs entwickelte sich im 13. Jahrhundert ein landesfürstliches Beamtentum, welches die Lehnsbeamten verdrängte. Seit 1339 ist auch ein aus Klerikern und Laien bestehender Bischöflicher Rat bekannt, dessen Leitung seit Ende des 15. Jahrhunderts beim Kanzler lag. Neben dem Kämmerer für die Finanzen, trat 1377 erstmals ein Stiftshauptmann auf, der für das bischöfliche Militärwesen zuständig war.
Wie das geistliche Gebiet in Archidiakonate unterteilt war, so war das weltliche Gebiet in Ämter und Vogteien unterteilt.

### Säkularisation
Durch die komplexe Situation verblieb bis 1648 das Bistum in der Bikonfessionalität. In diesem Jahr wurde das Bistum Halberstadt als Fürstentum Halberstadt säkularisiert und dem Kurfürsten Friedrich Wilhelm von Brandenburg zugesprochen. Auf der Fürstenbank des Immerwährenden Reichstags führte die Stimme des Fürstentums ein brandenburgischer, später ein königlich-preußischer Komitialgesandter.